# Володарі повітря
«Володарі повітря» (англ. Masters of the Air) — американський телесеріал у жанрі військового бойовика, що розповідає про авіацію союзників під час Другої світової війни. Його прем'єра відбулась 27 січня 2024 року на Apple TV+. Продюсерами серіалу є Стівен Спілберг та Том Генкс.

## Сюжет
Сценарій серіалу заснований на документальному романі Дональда Л. Міллера, який розповідає про повітряні бої Другої світової очима британських та американських військових.  За основу взято бойові дії 100-ї бомбардувальної групи Восьмої повітряної армії США.

## В ролях

### Головні
- Остін Батлер — майор Гейл Клівен
- Баррі Кіоган — лейтенант Кертіс Біддік
- Каллум Тернер — майор Джон Іган
- Ентоні Бойл — майор Гаррі Кросбі
- Нейт Манн — майор Роберт Розенталь
- Рафф Лоу — сержант Кен Леммонс
- Джеймс Мюррей — майор Шик Гардінг
- Фредді Картер — лейтенант Девід Фрідкін
- Ніколай Кінський — полковник Гарольд Гуглін
- Шуті Гатва — лейтенант Роберт Деніел
- Стівен Кемпбелл Мур — майор Марвін «Ред» Боумен

### Епізодичні
- Бел Паулі — Александра «Сандра» Вінгейт
- Йоанна Куліг — Пауліна
- Ліно Фасіоль — лейтенант Адамс
- Емма Каннінг — Гелен

## Виробництво
Продюсерами серіалу є Том Генкс, Стівен Спілберг та Гарі Гоецман, сценарій написали Джон Орлофф та Грем Йост. Спочатку права на зйомку «Володарів повітря» належали HBO, але у жовтні 2019 року їх купила компанія Apple. Перші три епізоди поставив Кері Фукунага. Зйомки почалися в Англії в лютому 2021, прем'єра відбулася у 2024.
Бюджет серіалу, за попередніми даними, перевищить 200 мільйонів доларів.